# Achuapa
Achuapa, antiguamente llamado San José de Achuapa, es un municipio del departamento de León en la República de Nicaragua.

## Toponimia
El origen del nombre "Achuapa" es nahuatlaca, de las voces: "alt", que significa "agua"; achiote y "apán" indicativo de lugar, es decir, "río de los achiotes".

## Geografía
El municipio ocupa el extremo norte del departamento de León. El término municipal limita al norte con el municipio de San Juan de Limay, al sur con el municipio de El Sauce, al este con el municipio de Estelí y al oeste con el municipio de Villanueva. La cabecera municipal está ubicada a 172 kilómetros de la capital de Managua. 
Por razón de su extensión ocupa el séptimo lugar entre los municipios del departamento y el séptimo por su población.
Está situado en una zona montañosa y en las estribaciones occidentales de las montañas estelianas de Quibuc. 
Los principales ríos del municipio son: El Coyolar y El Chiquito, que juntos conforman al Río Achuapita. 
Se destaca un valle donde se asienta la zona urbana y la montañosa con predominancia de zonas dedicadas al pastoreo, una de bosque seco tropical y la presencia de bosques de coníferas. 
Entre las principales elevaciones se destacan: al norte: los cerros de San Jerónimo de Bobadilla, de la Zorra y del Roblito; al sur: el cerro de la Mina y del Arrayán; al este: la cordillera de Horno Grande; al oeste: los cerros de la Flor, Jocote, Verde, Sulicayan, Culebra y la cordillera del Chifle.

## Historia
En cuanto a la Ley creadora del municipio, estudiosos del tema consideran un deber histórico anotar que en las colecciones de leyes consultadas aparece un decreto creador del mismo municipio, fue erigido como tal por Ley del 23 de abril de 1865 por un brote de El Sauce, durante el gobierno del General Tomás Martínez, con el nombre de San José de Achuapa.

## Demografía
Achuapa tiene una población actual de 15,287 habitantes. De la población total, el 51.5% son hombres y el 48.5% son mujeres. Casi el 24.4% de la población vive en la zona urbana. La población ha crecendo rápido durante los últimos cien años.

| Población | 1906  | 1920  | 1940  | 1950  | 1963  | 1971  | 1995   | 2005   | 2012   | 2023   |
| --------- | ----- | ----- | ----- | ----- | ----- | ----- | ------ | ------ | ------ | ------ |
| Municipio | 1 596 | 2 632 | 3 671 | 6 430 | 8 632 | 9 589 | 13 186 | 13 797 | 14 784 | 15 287 |
| Cabecera  | -     | 272   | 333   | 498   | 924   | 1 349 | 2 345  | 2 243  | 2 768  | -      |

## Localidades

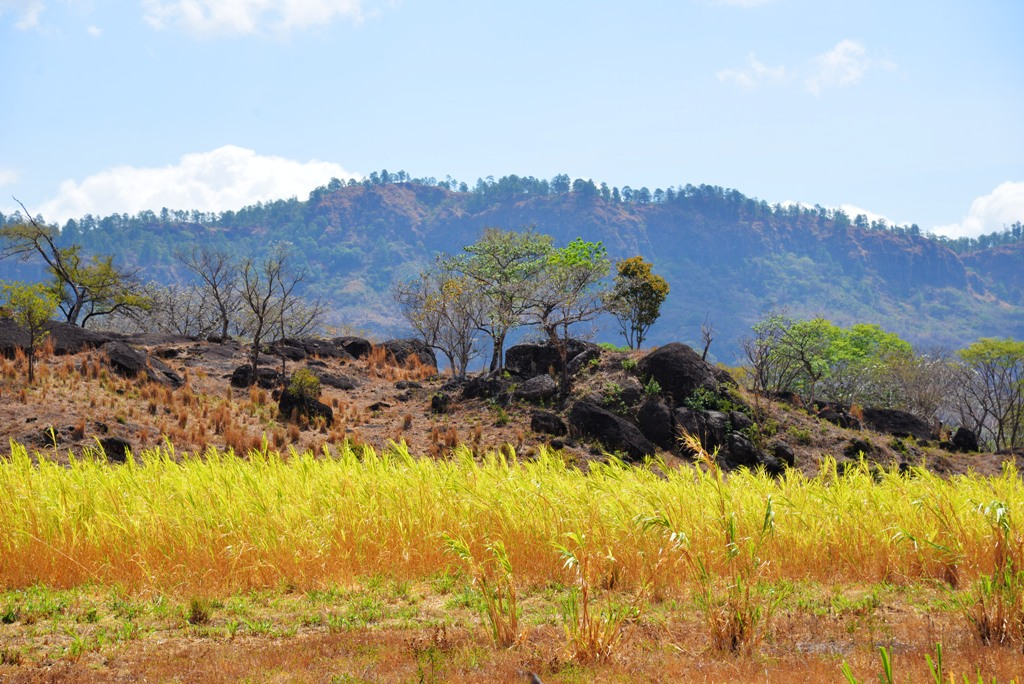
Vista al valle de San Nicolás

Además del casco urbano municipal con 4 zonas y un barrio, de acuerdo al proceso de delimitación territorial realizado en el año 1999, se registran 20 comarcas rurales las que comprenden 44 comunidades y 110 caseríos.
Las dos comarcas más grandes al este son San Nicolás y San Antonio con 589 y 375 habitantes respectivamente (2005). Se encuentran en una meseta a 600 metros sobre el nivel del mar, con montañas de 800 a 1100 metros de altura al sur, este y norte. Las comarcas más grandes al oeste son Monte Frío con 935 habitantes, La Calera (480), El Consuelo (472), El Barro (432) y Santa Cruz (416). La zona más pobre del municipio es la parte más occidental, alrededor de Monte Frío y La Flor, donde el 75% de la población vive en pobreza extrema.

## Naturaleza y clima

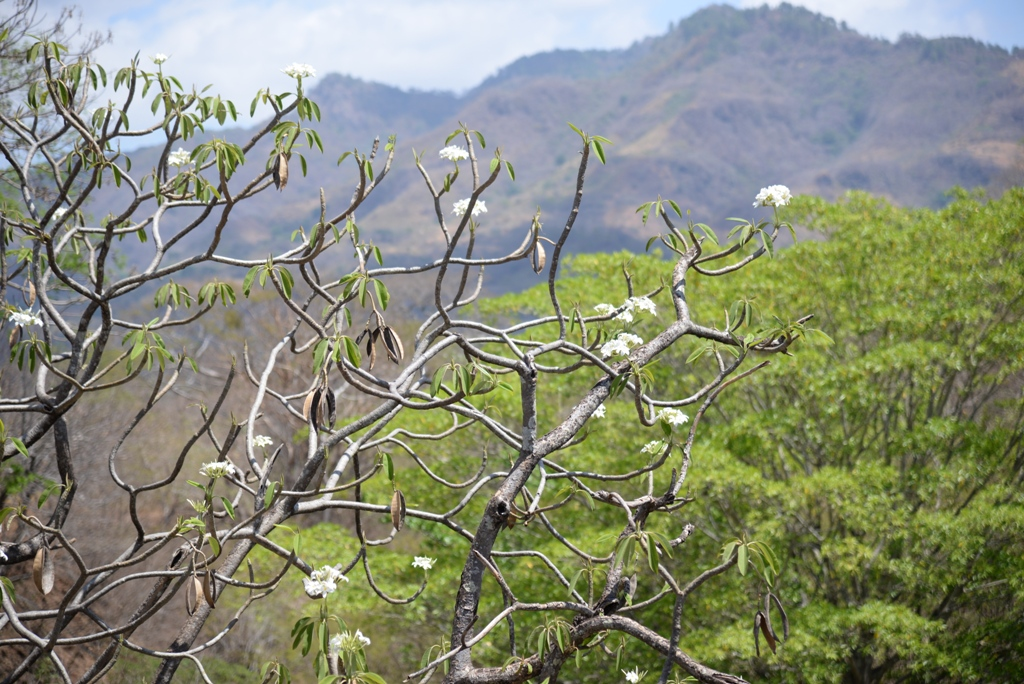
Sacuanjoche en San Antonio

El municipio tiene un clima subtropical seco. Presenta un promedio anual de precipitación de 1400 a 2000 mm, con una distribución regular principalmente en los meses de mayo a noviembre.
Su condición montañosa hace que las pendientes que predominan en el territorio andén entre el 30 a 45%. Esta condición de ladera, ofrece un potencial agroforestal. Sin embargo, presenta limitante para el uso agrícola anual debido a la frágil y angosta capa arable o de tierra fértil que existe en la zona. Esto se puede mejorar con la siembra de especies perennes. Se observan áreas fuertemente sobre pastoreadas, de lo que se deduce que el manejo extensivo no ha sido aplicado racionalmente y condicionado el desgaste de los suelos y la capa arable.

## Economía

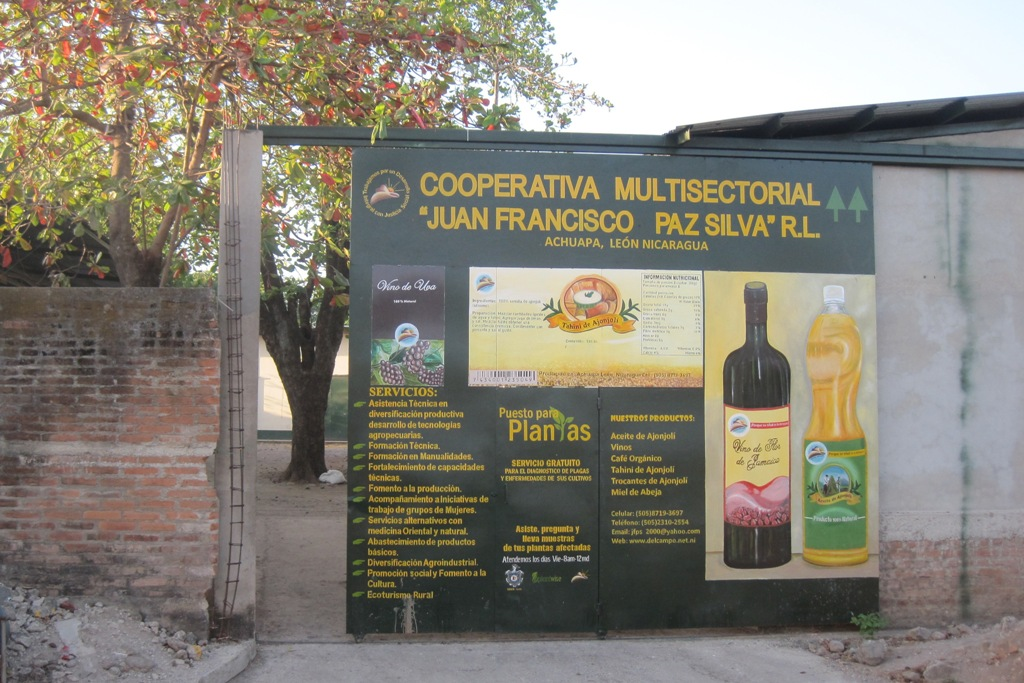
Cooperativa agrícola "Juan Francisco Paz Silva"

Las principales actividades económicas son la producción agropecuaria, con granos básicos, no tradicionales (sésamo), ganado mayor de doble propósito, y el comercio.
El procesamiento de aceite de sésamo es otra actividad importante en el municipio cuya producción es para la exportación a Europa, esta actividad la realiza la cooperativa agrícola "Juan Francisco Paz Silva" que cuenta con una tienda campesina.
Existe un posible yacimiento de oro de menor importancia, en la comarca de Monte Frío. La Alcaldía no tiene información de que, en la actualidad, se realice alguna actividad de exploración ni de las concesiones respectivas. El detalle más exhaustivo de los yacimientos se aborda en el Diagnóstico Físico natural.
En el municipio de Achuapa prevalecen las pequeñas industrias como panaderías, sastrerías o herrerías, entre otras. Estas representan un porcentaje significativo en los ingresos económicos familiares.

## Transporte

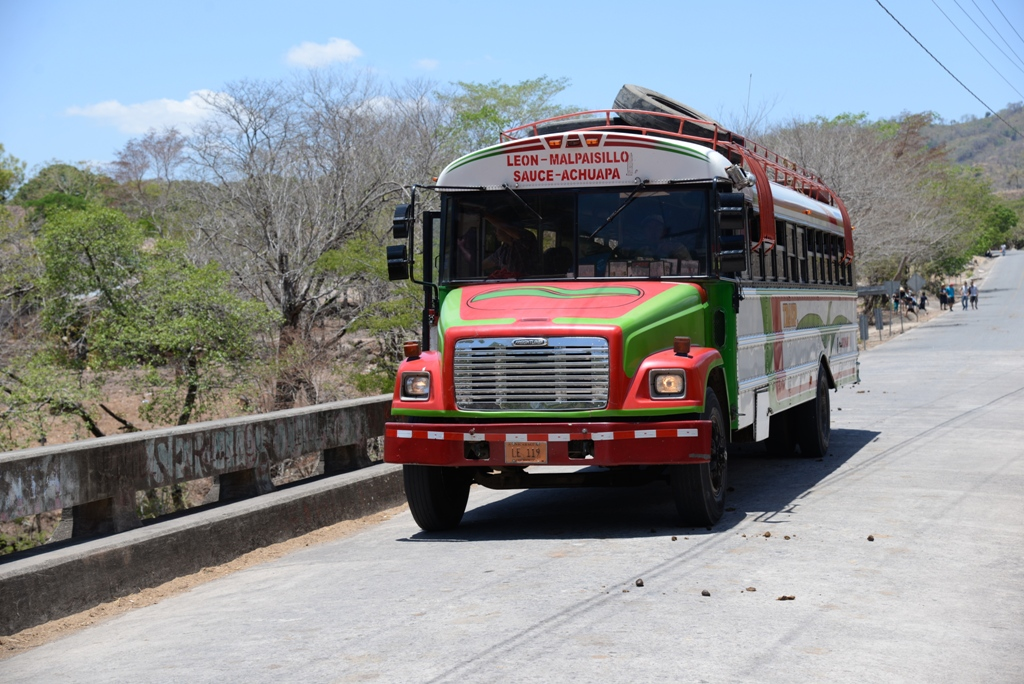
Bus de transporte interurbano León - Achuapa pasando sobre el puente de Río Grande

Entre Achuapa y El Sauce, 23 kilómetros al sur, hay un camino asfaltado desde 2010. Hay caminos de ripio hacia Estelí por el este, Villanueva por el oeste y hasta San Juan de Limay por el norte. Anteriormente, había una conexión de tren de León a Río Grande justo en la frontera sur del municipio de El Sauce, pero ha estado cerrada por muchos años. Ahora hay conexiones regulares de autobús con El Sauce, León y Estelí.

## Cultura

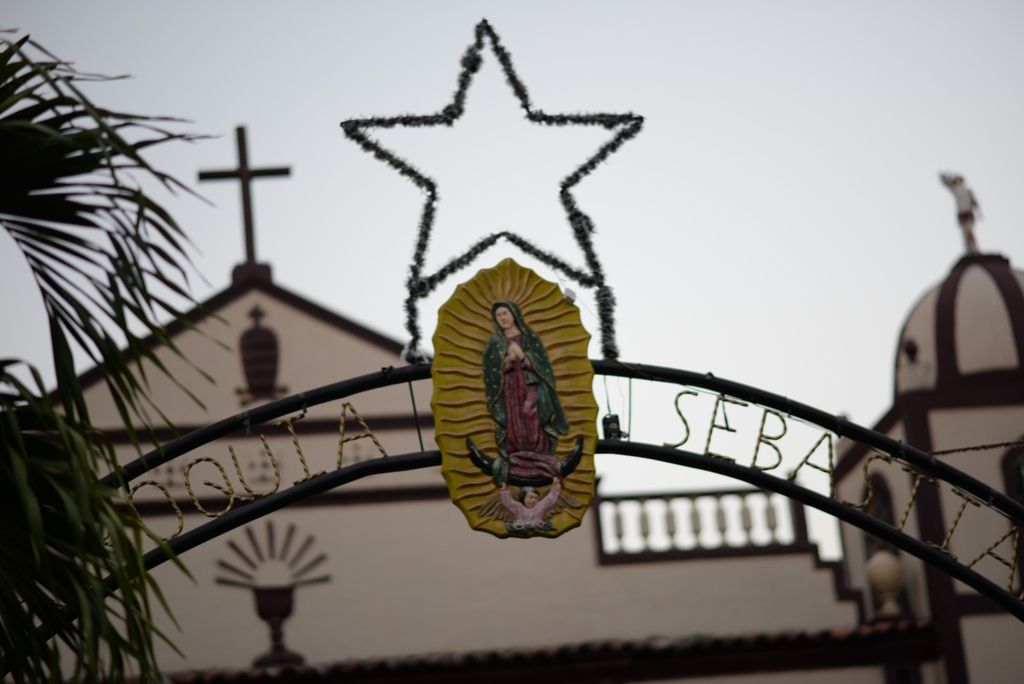
Arco a la entrada del templo parroquial San Sebastián

En el municipio está organizado un grupo de habitantes que promueve las actividades culturales con el apoyo de organismos internacionales denominado: "Comité de Cultura de San José de Achuapa".
También, existen dos grupos culturales: el de Lagartillo y el de la Rinconada que se autofinancian y gestionan financiamiento con organismos no gubernamentales. Sus actividades contemplan el teatro y la música. En mayo de 1999 se inauguró el "Centro de Cultura en Lagartillo"; cabe destacar que en la construcción de esta obra los beneficiarios aportaron la mano de obra gratuitamente.
Las fiestas patronales son en honor a San Sebastián (2ª semana de enero) y San José (19 de marzo).

## Galería
|  |  |  |
|  |  |  |

## Personas destacadas
- Adán Hernández Rocha (1918-), músico y compositor de polcas El grito del bolo.[11]
- Laureano Mairena Aragón (1951-1982), guerrillero y militar.[12]
- Ana Gutiérrez Sorainen, periodista y política finlandés.[13][14]
- Cristofer Cerros aka "Mister Meli" (c.1984-), rapero, conocido por El Himno de Centro América.[15]